# Julio César Atilano
Julio César Atilano Hernández (Leon Guanajuato, 23 de febrero de 1988) es un futbolista mexicano. Actualmente juega en San José Fútbol Club de la LBM.

## Trayectoria
Estuvo en las filiales de Monarcas Morelia. También tuvo un paso por filiales de Atlante, como Chetumal FC, Atlante UTN. También tuvo un buen paso por Neza y Pumas Morelos. Actualmente juega en Correcaminos de la UAT en donde lleva 4 goles anotados en 791 minutos jugados. (Anota cada 197.75 min)

## Clubes como futbolista
| Club                   | País   | Año           |
| ---------------------- | ------ | ------------- |
| Monarcas Morelia       | México | 2006-2008     |
| Unión de Curtidores    | México | 2008          |
| La Piedad              | México | 2008-2010     |
| Chetumal FC            | México | 2010-2011     |
| Atlante UTN            | México | 2011          |
| Neza FC                | México | 2011-2012     |
| Pumas Morelos          | México | 2013          |
| Delfines del Carmen    | México | 2013-2014     |
| Club Irapuato          | México | 2014-2015     |
| Correcaminos de la UAT | México | 2016-Presente |

- Datos: Q16585721